# هيئة ميناء نيويورك ونيوجيرسي
هيئة ميناء نيويورك ونيوجيرسي (بالإنجليزية: Port Authority of New York and New Jersey)‏ تُختصر (PANYNJ)؛ هي مشروع مشترك بين ولايتي نيويورك ونيوجيرسي أُقِرَّ عام 1921 من خلال اتفاق بين الولايتين بإشراف كونغرس الولايات المتحدة. تشرف هيئة الميناء على جزء كبير من البنية التحتية للنقل الإقليمي، بما في ذلك الجسور والأنفاق والمطارات والموانئ البحرية ضمن الولاية الجغرافية لميناء نيويورك ونيوجيرسي. تبلغ مساحة منطقة الميناء 3900 كم2. يقع المقر الرئيسي لهيئة الميناء في مركز التجارة العالمي 4.
تدير هيئة الميناء محطة ميناء نيوآرك-إليزابيث البحرية، والتي كانت مسؤولة عن ثالث أكبر كمية شحن بين جميع الموانئ في الولايات المتحدة في عام 2004، والأكبر على الساحل الشرقي. تدير هيئة الميناء أيضًا ستة معابر في الولايتين: ثلاثة تربط نيوجيرسي بمانهاتن، وثلاثة تربط نيوجيرسي بجزيرة ستاتن. تشرف الهيئة أيضًا على تشغيل محطة حافلات هيئة الميناء ونظام السكك الحديدية باث، بالإضافة إلى مطار لاغوارديا ومطار جون إف كينيدي الدولي ومطار نيوآرك ليبرتي الدولي ومطار تيتربورو ومطار ستيوارت الدولي. الوكالة لديها قسم شرطة خاص بها والذي يضم 2232 عنصرا.

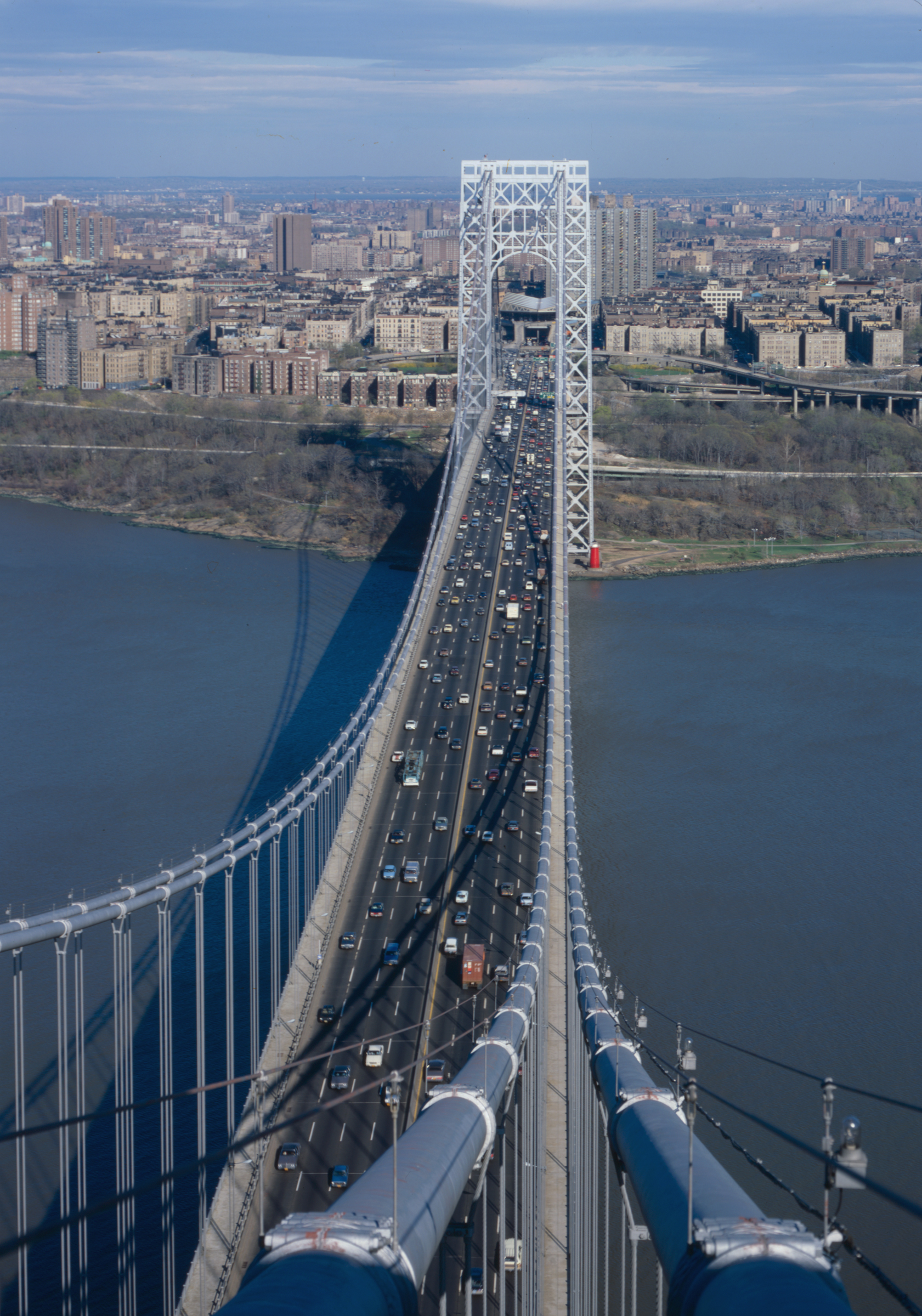
جسر جورج واشنطن

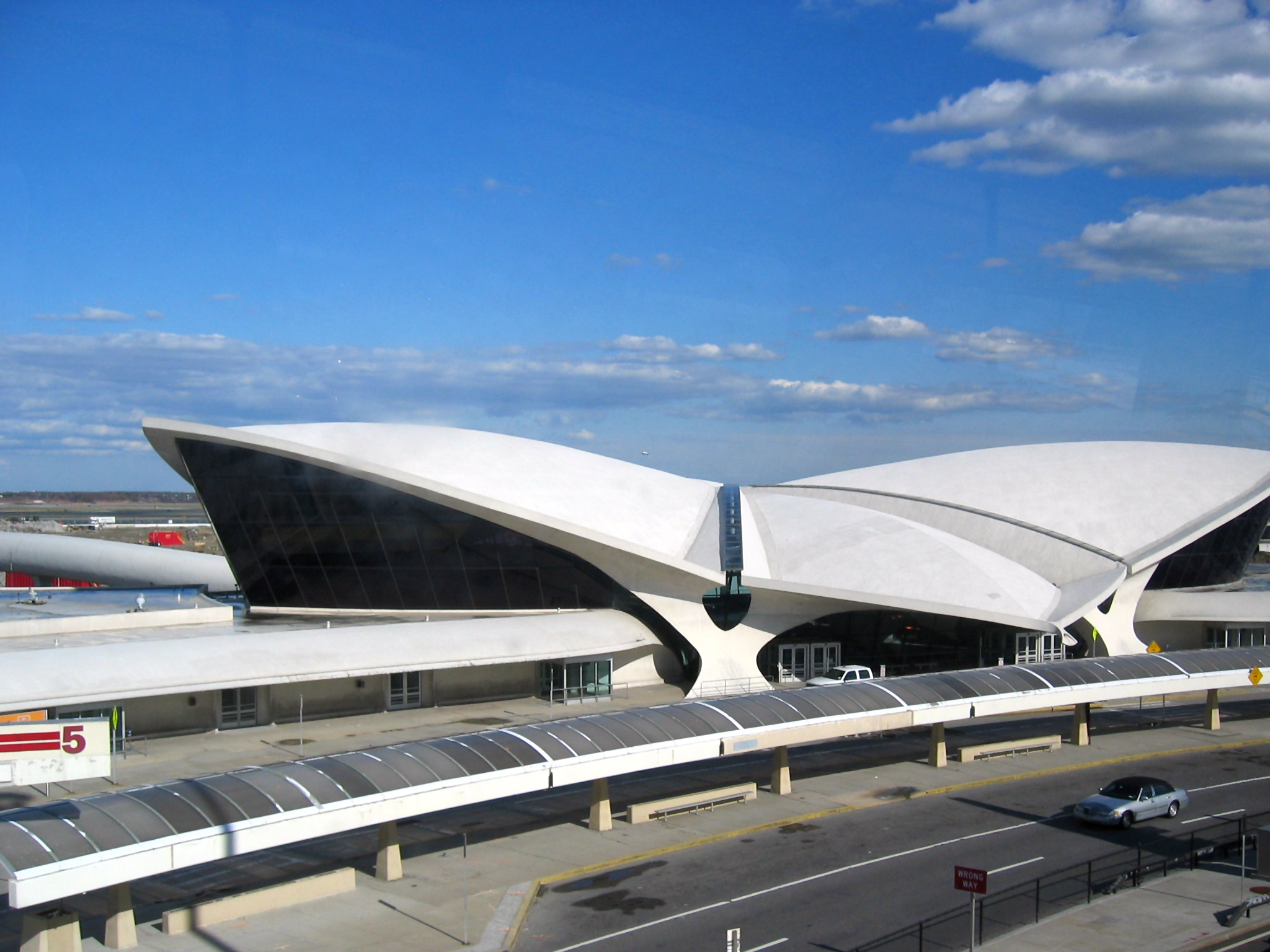
مطار جون إف كينيدي الدولي

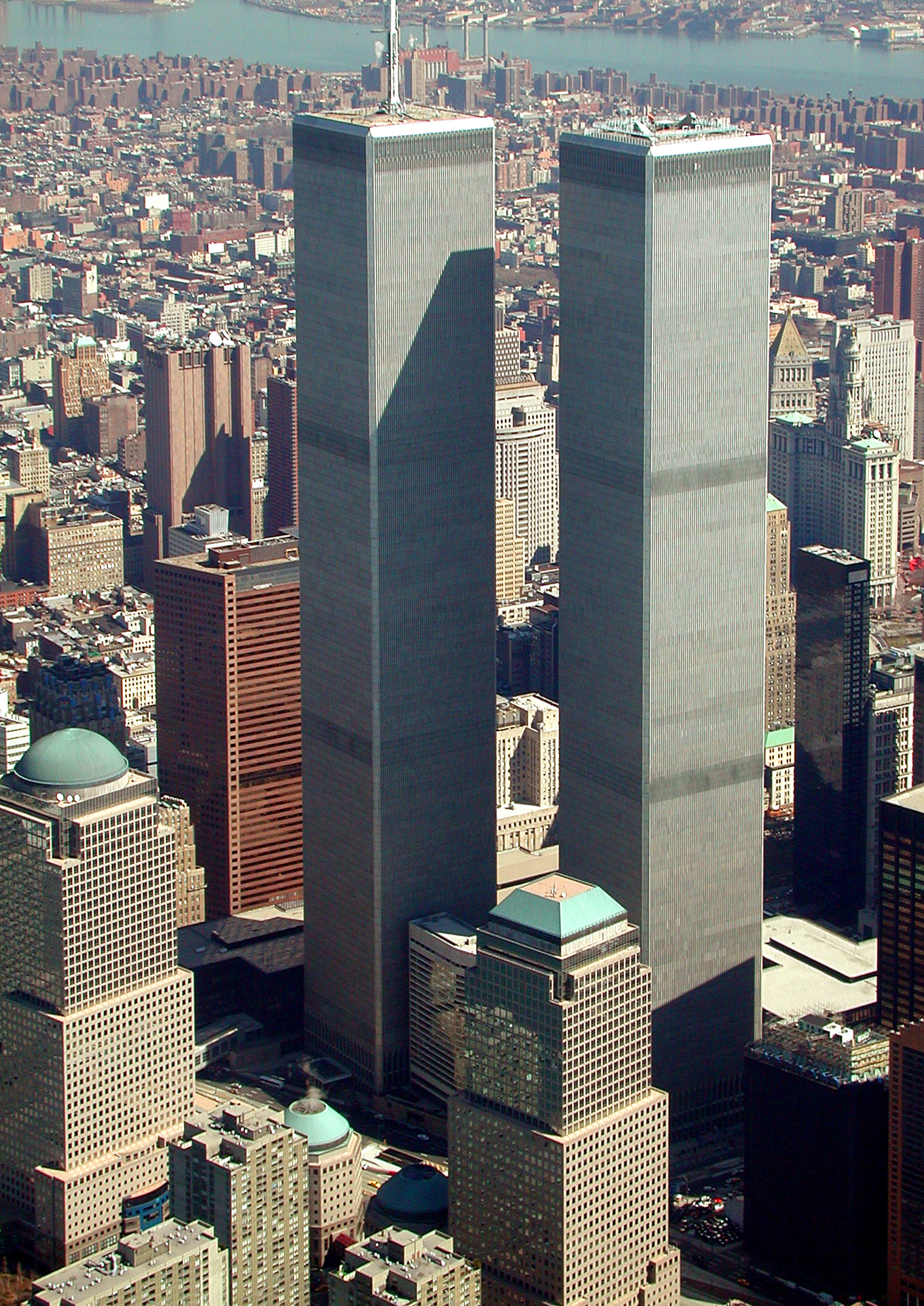
كان المقر الرئيسي للهيئة يقع في مركز التجارة العالمي 1 (البرج الشمالي) (يسار)

### مجلس المفوضين
المفوضون الحاليون هم:
| الاسم                                  | ولاية    | أول تعيين      | تم تعيينه لأول مرة بواسطة |
| -------------------------------------- | -------- | -------------- | ------------------------- |
| جيفري لينفورد (نائب رئيس مجلس الإدارة) | نيويورك  | يونيو 2011     | أندرو كومو                |
| غاري لاباربيرا                         | نيويورك  | 30 يونيو 2017  | أندرو كومو                |
| روسانا روسادو                          | نيويورك  | 2 يوليو 2017   | أندرو كومو                |
| وينستون فيشر                           | نيويورك  | 10 يونيو 2023  | كاثي هوشول                |
| ليسيا إيف                              | نيويورك  | 12 يوليو 2017  | أندرو كومو                |
| ستيفن م. كوهين                         | نيويورك  | 16 يونيو 2021  | أندرو كومو                |
| كيفن ج. أوتول (رئيسًا)                  | نيوجيرسي | 2 يوليو 2017   | كريس كريستي               |
| كيفن بي مكابي                          | نيوجيرسي | 19 ديسمبر 2017 | كريس كريستي               |
| ميشيل ريتشاردسون                       | نيوجيرسي | 8 يونيو 2021   | فيل ميرفي                 |
| جي كريستيان بولواج                     | نيوجيرسي | 27 فبراير 2023 | فيل ميرفي                 |
| جورج حلمي                              | نيوجيرسي | 27 فبراير 2023 | فيل ميرفي                 |
| جوزيف كيلي                             | نيوجيرسي | 27 فبراير 2023 | فيل ميرفي                 |

### المدراء التنفيذيون

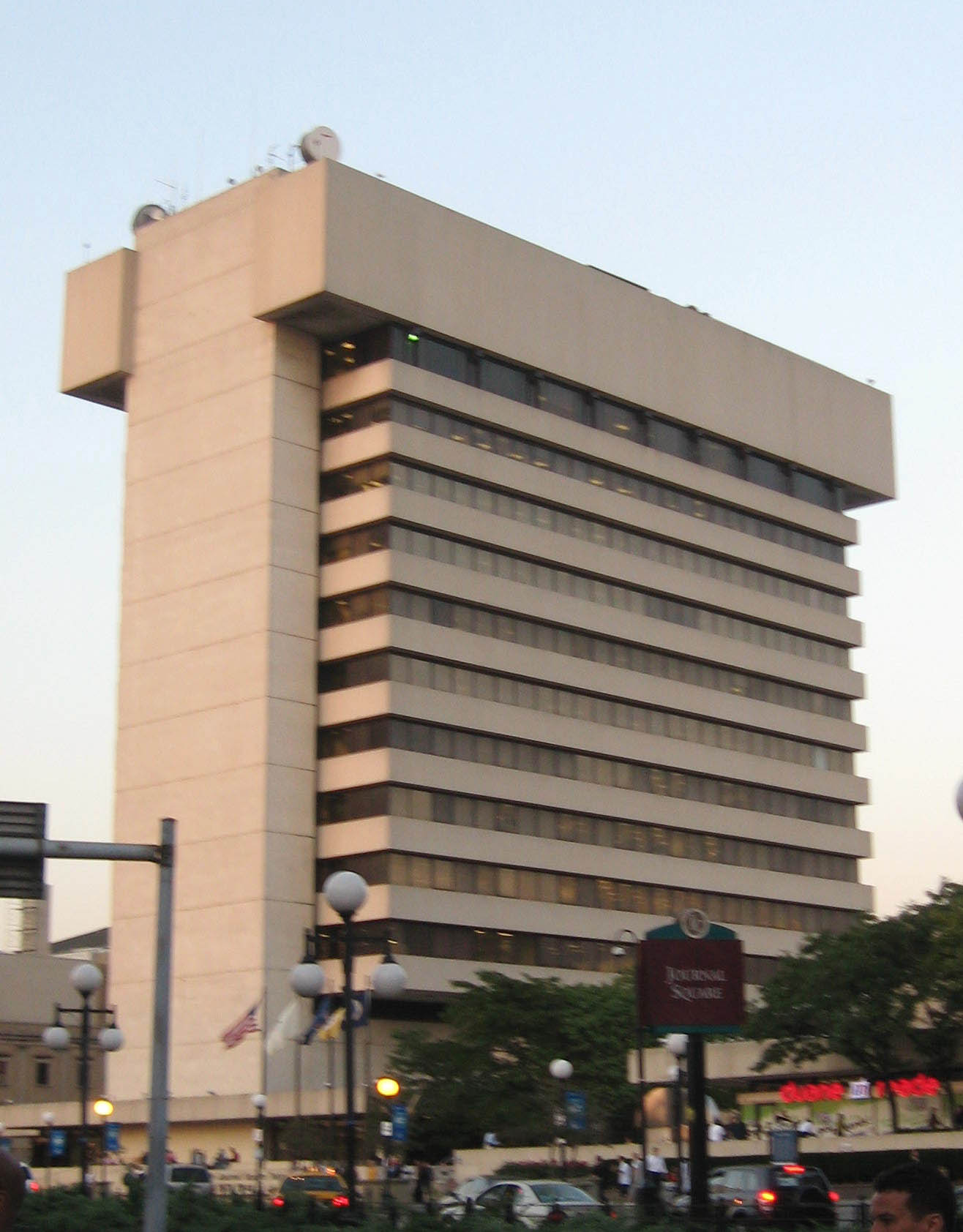
مركز جورنال سكوير للنقل

| اسم                          | فترة                                           | تم تعيينه بواسطة   |
| هيئة ميناء نيويورك           | هيئة ميناء نيويورك                             | هيئة ميناء نيويورك |
| ---------------------------- | ---------------------------------------------- | ------------------ |
| جون إي رامزي                 | 1926–1930 (مدير تنفيذي) 1930–1942 (مدير عام)   | آل سميث            |
| أوستن جيه توبين              | 1942 – 1946 (مدير عام) 1946 – 1972             | تشارلز بوليتي      |
| هيئة ميناء نيويورك ونيوجيرسي |                                                |                    |
| ماتياس لوكينز                | 1972–1973 (بالإنابة)                           | نيلسون روكفلر      |
| أ. جيرديس كوباخ              | 1973 – أغسطس 1974 (بالإنابة) أغسطس 1974 – 1977 | مالكولم ويلسون     |
| بيتر سي. غولدمارك الابن.     | 1977-1985                                      | هيو كاري           |
| باتريك ج. فالفي              | 1985 (بالإنابة)                                | ماريو كومو         |
| ستيفن بيرجر                  | 1986-1990                                      | ماريو كومو         |
| ستانلي بريزينوف              | 1990-1995                                      | ماريو كومو         |
| جورج مارلين                  | 1995-1997                                      | جورج باتاكي        |
| روبرت إي بويل                | 1997-2001                                      | جورج باتاكي        |
| نيل د. ليفين                 | مارس 2001 – 11 سبتمبر 2001                     | جورج باتاكي        |
| رونالد هـ. شيفتان            | 11 سبتمبر 2001 – 31 ديسمبر 2001                | جورج باتاكي        |
| جوزيف ج. سيمور               | 2002-2004                                      | جورج باتاكي        |
| كينيث ج. رينجلر الابن        | أكتوبر 2004 – 2006                             | جورج باتاكي        |
| أنتوني شوريس                 | 1 يناير 2007 – 24 أبريل 2008                   | إليوت سبيتزر       |
| كريستوفر أو. وارد            | 1 مايو 2008 – 1 نوفمبر 2011                    | ديفيد باترسون      |
| باتريك جيه فوي               | 1 نوفمبر 2011 – 13 أغسطس 2017                  | أندرو كومو         |
| ريك كوتون                    | 14 أغسطس، 2017 – حتى الآن                      | أندرو كومو         |

## وصلات خارجية
- الموقع الرسمي